# Miette Hill
Miette Hill är en kulle i Kanada.   Den ligger i provinsen Alberta, i den centrala delen av landet, 3 200 km väster om huvudstaden Ottawa. Toppen på Miette Hill är 2 209 meter över havet. Miette Hill ingår i The Ramparts.
Terrängen runt Miette Hill är kuperad åt nordväst, men åt sydost är den bergig. Runt Miette Hill är det mycket glesbefolkat, med 4 invånare per kvadratkilometer.. 
I omgivningarna runt Miette Hill växer i huvudsak barrskog.